# Clinton (South Carolina)
Clinton is een plaats (city) in de Amerikaanse staat South Carolina, en valt bestuurlijk gezien onder Laurens County.

## Demografie
Bij de volkstelling in 2000 werd het aantal inwoners vastgesteld op 8091. In 2006 is het aantal inwoners door het United States Census Bureau geschat op 9034, een stijging van 943 (11,7%).

## Geografie
Volgens het United States Census Bureau beslaat de plaats een oppervlakte van 23,7 km², waarvan 23,6 km² land en 0,1 km² water. Clinton ligt op ongeveer 206 m boven zeeniveau.

## Plaatsen in de nabije omgeving
De onderstaande figuur toont nabijgelegen plaatsen in een straal van 24 km rond Clinton.